# Dere nigrita
Dere nigrita là một loài bọ cánh cứng trong họ Cerambycidae.